# プタリン通り
座標: 北緯3度8分40.1秒 東経101度41分51.4秒 / 北緯3.144472度 東経101.697611度

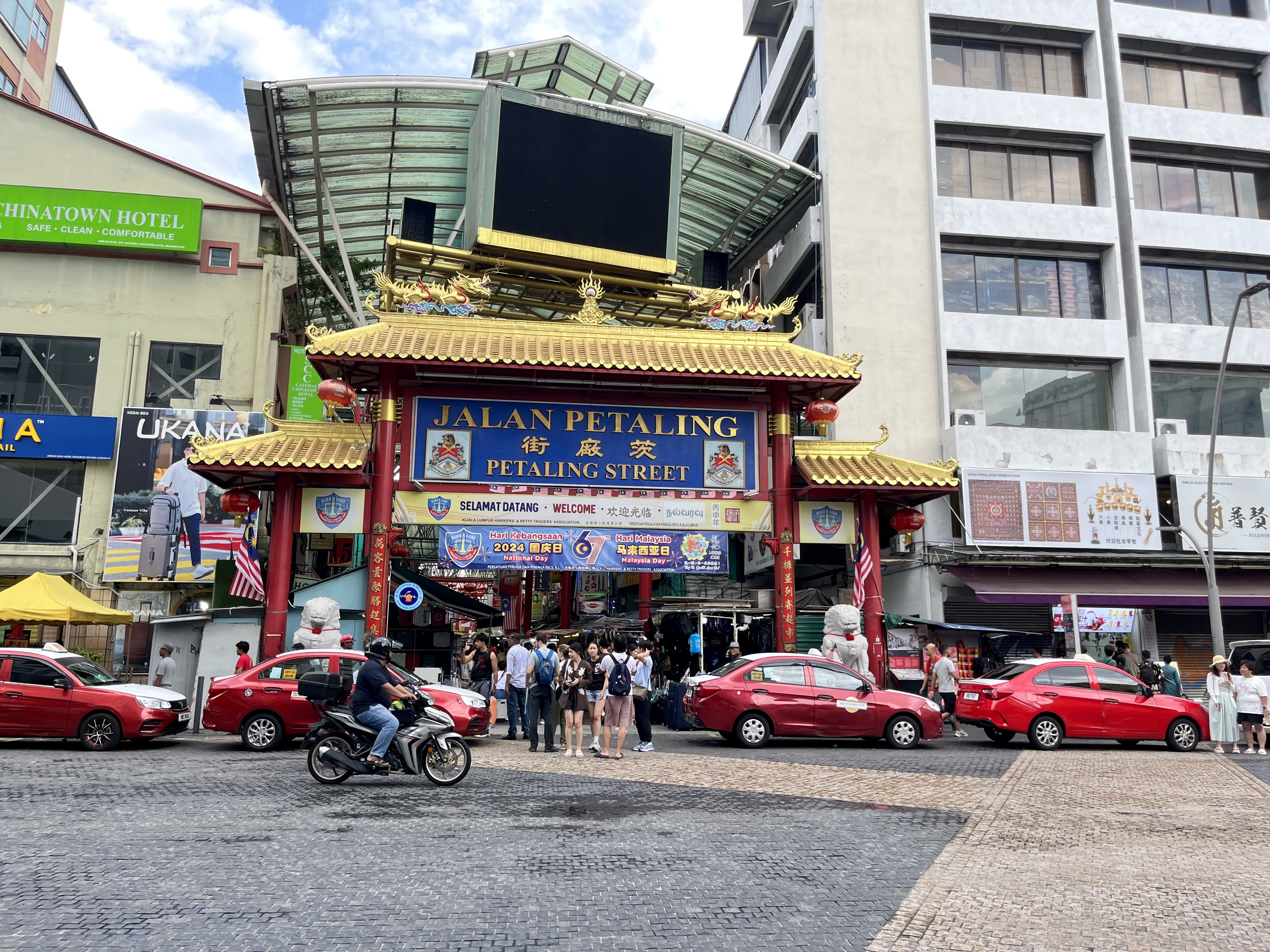
プタリン通り

プタリン通り (Jalan Petaling) （またはジャラン・プタリン、プタリン・ストリート、茨廠街）は、クアラ・ルンプールの中華街の中心をなす通りの名前。周辺には主に広東人と客家が多く暮らしている。
華人の経営するレストランやホテル、安宿などが多く、欧米人バックパッカーの滞在者も多い。
海賊版CDやDVD、偽ブランド商品などが多く売られて、問題となっている。

## 周辺
- 関帝廟 - 世界各地の中華街によくみられる関羽を祭った寺院
- セントラル・マーケット
- プドゥラヤ・バスターミナル - マレーシア各地に向かう高速バスの発着拠点。
- コタラヤ・バスターミナル - クアラルンプール市内バスの発着点。
- スリ・マハマリアマン寺院(Sri Mahamariamman Temple) - ヒンドゥー教の寺院

## 最寄駅
- ラピドKL クラナ・ジャヤ線のパサール・スニ駅（Pasar Seni station）
- ラピドKL アンパン線のプラザ・ラヤ駅
- KLモノレールのマハラジャレラ駅（Maharajalela station）

## 歴史
- 最初に中華街が形成された場所は、現在のTun H.S. Lee通り付近。広東人と客家が多く移住してきた。
- 1870年に起きた内戦により、地区の大部分が破壊された。
- スランゴール州で起きた内戦により、多くの錫鉱山が放棄され、そこで働いていた華人たちが、この地区に移住した。
- Yap Ah Loyがこの地区にタピオカ・ミルク工場を建設した。